# Troy Middleton
Troy Houston Middleton (ur. 12 października 1889, zm. 9 października 1976) – amerykański generał, weteran I i II wojny światowej.

## Kariera
W 1910 roku bezskutecznie ubiegał się o przyjęcie do West Point. Dwa lata później zaciągnął się do armii. Brał udział w I wojnie światowej, podczas której odznaczył się w bitwie o Las Argoński. Dzięki kolejnym szybkim awansom dosłużył się stopnia pułkownika. W 1918 roku był najmłodszym oficerem tej rangi w szeregach Amerykańskiego Korpusu Ekspedycyjnego. Z powodu arytmii serca odszedł z wojska w 1937 roku. Pracował na Louisiana State University. Od 1939 piastował stanowisko zastępcy rektora. 

### II wojna światowa
Po przystąpieniu USA do wojny w 1941 roku ze względu na zły stan zdrowia (oprócz problemów z sercem cierpiał na artretyzm stawu kolanowego) początkowo nie został przywrócony do aktywnej służby. Nastąpiło to dopiero w czerwcu 1942 roku. Dzięki wstawiennictwu Marka Clarka i George'a Marshalla, który miał stwierdzić: "wolę mieć w armii człowieka z artretyzmem kolana, niż ludzi z artretyzmem głowy", w październiku został awansowany na dwugwiazdkowego generała i objął dowodzenie nad 45 Dywizją Piechoty. Odegrała ona kluczową rolę w operacji Husky i desancie pod Salerno. W trakcie walk we Włoszech, wiosną 1944 roku Middleton odniósł kontuzję zdrowego kolana. Groziło mu odwołanie ze stanowiska i odesłanie do Stanów, jednak sprzeciwił się temu Eisenhower, który uważał go za jednego ze swoich najlepszych generałów. "Jeśli będzie trzeba, zaniosę go na pole bitwy na noszach" − powiedział o Middletonie.

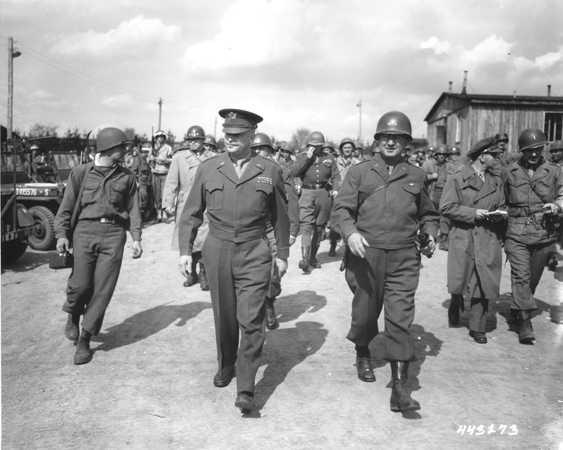
Eisenhower i Middleton wizytują wyzwolony obóz pracy przymusowej w Ohrdruf, 1945

W marcu 1944 roku przeniesiono go do Anglii, gdzie przechodząc rehabilitację, objął dowodzenie nad VIII Korpusem. Na jego czele wziął udział w operacji Overlord. 19 września przyjął kapitulację Brestu. Jesienią jego osłabiony w poprzednich walkach korpus obsadził front w Ardenach i następnie znalazł się w samym środku grudniowej niemieckiej ofensywy. Mimo rozkazu natychmiastowego wycofania się na zachód Middleton pozostał ze swym sztabem w Bastogne aż do przybycia tam 101 Dywizji Powietrznodesantowej. Dzięki udanej amerykańskiej obronie miasta Niemcy nie osiągnęli zamierzonych celów i już w styczniu zostali zepchnięci na pozycje wyjściowe. W marcu 1945 roku Middleton pchnął VIII Korpus w głąb III Rzeszy, zdobył Koblencję i przekroczył Ren w pobliżu Lorelei. W ciągu końcowych tygodni wojny jego dywizje nacierały przez Niemcy aż do nawiązania kontaktu z Armią Czerwoną w pobliżu czechosłowackiej granicy. 5 czerwca został awansowany na generała porucznika (trzygwiazdkowego). 10 sierpnia 1945 roku przeszedł w stan spoczynku. Powrócił do pracy akademickiej. W latach 1951–1962 był rektorem Louisiana State University.